# Stazione di Coventry
La stazione di Coventry (in inglese Coventry railway station) è la principale stazione ferroviaria di Coventry, in Inghilterra. La stazione si trova sul circuito di Birmingham della West Coast Main Line(WCML); è al centro di un incrocio dove convergono le linee per Nuneaton e Leamington. Si trova all'estremità meridionale del centro città, appena fuori dalla tangenziale di Coventry, a circa 250 metri a sud dello svincolo 6.
La stazione offre servizi regolari tra London Euston e Birmingham New Street (sulla WCML). Altri servizi sono estesi da e per Wolverhampton, Shrewsbury, Preston, Blackpool, Glasgow ed Edimburgo. Ve ne sono anche CrossCountry a lunga percorrenza per Manchester Piccadilly a nord e Reading e Bournemouth a sud. Servizi locali operano anche tra Coventry-Nuneaton, Northampton e Leamington Spa.

## Storia
La stazione originale fu costruita nel 1838 come parte della London and Birmingham Railway e vi si accedeva da Warwick Road, dove due rampe di scale portavano i passeggeri fino al binario. Nel giro di due anni fu sostituita, con una nuova stazione più grande, poche centinaia di piedi più vicina a Rugby, questa volta accessibile tramite Eaton Road. Alla fine del XIX secolo la rete tranviaria di Coventry si estendeva fino alla stazione di Eaton Road. L'edificio originale rimase in servizio come uffici del capostazione, fino a quando la stessa fu riqualificata all'inizio degli anni '60 dalla regione Midland di Londra delle ferrovie britanniche.
La stazione nel 1840 fu soggetta a un notevole numero di modifiche e ampliamenti, tra cui: una rimessa per le macchine, una colonna d'acqua e una piattaforma girevole, nei suoi ultimi giorni una passerella inclinata dalla piattaforma direttamente a Warwick Road per i passeggeri delle escursioni estive, e un deposito di pacchi formato da vecchie carrozze. 
Tuttavia, la stazione era vincolata da ponti alle due estremità, il ponte di Stoney Road a sud e il ponte di Warwick Road a nord, che limitavano di fatto la stazione a due linee e impedivano l'estensione dei binari. 
Nel 1881 la London and North Western Company(LNWC) pianificò ampie modifiche e miglioramenti per un costo stimato tra £ 12.000 e £ 13.000 per porre rimedio alla situazione. Le piattaforme di salita e discesa sono state estese oltre il ponte e un nuovo raccordo è stato installato vicino a Quinton Road. Una nuova linea è stata posata da Coventry a Wainbody Wood per alleviare la congestione e i ritardi su questa diramazione. Il taglio di fronte alla cabina di segnalazione sulla Leamington Line è stato ampliato e il ponte di pietra in Stoney Lane è stato sostituito con uno in travi di ferro. Si è verificato un incidente durante l'installazione del ponte di travi di ferro mentre la trave di ferro veniva sollevata in posizione: il gancio della puleggia che reggeva la trave si spezzò in due e la trave cadde, schiacciando i carri sottostanti; non ci sono stati feriti.
Nel 1902 la LNWR apportò ulteriori miglioramenti alla stazione per un costo di £ 25.000. L'appaltatore era il signor Parnell di Rugby e il lavoro è stato supervisionato dal signor Brunsdon. 
Il progetto prevedeva la trasformazione di un giardino affittato dal capostazione da adibire a raccordo. Il lato sinistro del ponte di Warwick Road è stato ampliato di circa 3,7 m, la piattaforma sollevata di 9 pollici ed estesa per 95 iarde oltre il ponte di Stoney Road. L'interno della stazione fu ampliato fino al punto in cui si trovava l'attuale ingresso e sullo spazio, un tempo coperto come posteggio per i taxi, furono realizzati i locali di ristoro, il telegrafo e altri uffici. Si prevedeva che la fermata dei taxi si spostasse ulteriormente in direzione di Eaton Road. Tra le piattaforme di salita e di discesa fu previsto un ponte pedonale con ascensori. Il nuovo ufficio prenotazioni fu aperto nel febbraio 1903.